# La figlia di Dracula
La figlia di Dracula (Dracula's Daughter) è un film horror del 1936 diretto da Lambert Hillyer.
La pellicola è il seguito del primo film della trilogia su Dracula della Universal, che verrà completata nel 1943 con Il figlio di Dracula.
Il film ha avuto un remake non ufficiale nel 1994 dal titolo Nàdja, che vede Peter Fonda nel ruolo di Van Helsing.

## Trama
Van Helsing, dopo aver eliminato Dracula, viene arrestato per omicidio. Coadiuvata dal servo Sandor, la contessa Maria Zaleska, figlia del conte, cerca un rimedio per il suo vampirismo, prima bruciando il corpo del padre e poi rivolgendosi ad uno psichiatra di cui si innamora. Alla fine, non essendo riuscita a guarire, viene uccisa da Sandor, a cui aveva promesso l'immortalità.

## Produzione

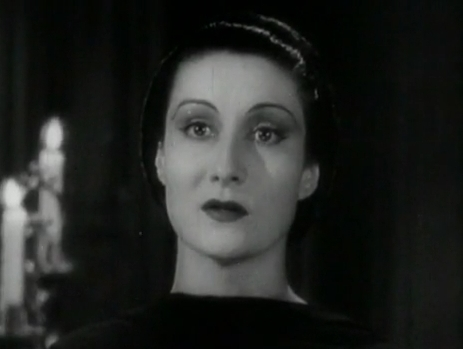
Gloria Holden, la figlia di Dracula

Il film fu prodotto dalla Universal Pictures (con il nome Universal Productions Inc.). Produzione e riprese durarono dal 4 febbraio al 10 marzo 1936.
Inizialmente, la Universal non aveva ottenuto i diritti di L'ospite di Dracula, un capitolo eliminato dalla versione definitiva del romanzo originale di Bram Stoker, che avrebbe dovuto essere la fonte principale del progettato sequel del film originale del 1931. Il presidente della Metro-Goldwyn-Mayer David O. Selznick nel 1933 aveva negoziato un accordo con la vedova di Stoker, Florence, al fine di acquistare i diritti del capitolo per la cifra di 5 000 dollari, con l'intento di produrre un film MGM su Dracula. L'ufficio legale della MGM era preoccupato dalla presenza del nome "Dracula" nel titolo del film, temendo che la Universal avrebbe potuto intraprendere un'azione legale, anche se l'accordo di Selznick con la signora Stoker indicava esplicitamente "Dracula's Daughter" come possibile titolo alternativo del trattamento cinematografico. Il progetto ebbe il nome in codice "Tarantula" nelle fasi iniziali.
Per scrivere la sceneggiatura Selznick scritturò John L. Balderston, che aveva in precedenza lavorato a Dracula e Frankenstein del 1931. Il copione di Balderston iniziava dopo il finale del film originale. In esso, Van Helsing tornava in Transilvania per distruggere le tre mogli vampire di Dracula viste nel primo film, ma non si accorgeva di una quarta bara che conteneva la figlia di Dracula. Lei lo seguiva fino a Londra e adottava la falsa identità di "Contessa Szekelsky" come copertura per le sue malefatte. La vampira aggrediva un giovane aristocratico e Van Helsing e la fidanzata del giovane la inseguivano fino in Transilvania per distruggerla. La sceneggiatura includeva alcune scene che implicavano il fatto che la figlia di Dracula traesse piacere dal torturare le proprie vittime maschili e che potesse prendere il controllo degli uomini in suo potere. Oltre alle obiezioni che sarebbero sicuramente arrivate dalla commissione di censura, il film così come lo aveva scritto Balderston non sarebbe mai potuto entrare in produzione perché il contratto tra Selznick e la vedova Stoker vietava espressamente l'utilizzo di qualsiasi personaggio non presente nel racconto originale di Bram Stoker. Selznick fu costretto a cedere i diritti alla Universal nel settembre 1935 per 12 500 dollari. Lo studioso di film horror David J. Skal ha ipotizzato che la mossa di Selznick di comprare i diritti del racconto in prima istanza, fosse una tattica per trarre profitto dal desiderio della Universal di girare un sequel del Dracula originale.

### Scelta del regista
Il capo dello studio Universal Carl Laemmle Jr. avrebbe voluto James Whale, fresco del successo di La moglie di Frankenstein, come regista per La figlia di Dracula. Whale era in un momento di pausa, in attesa che Irene Dunne finisse di girare Al di là delle tenebre così che la donna potesse iniziare la lavorazione del film La canzone di Magnolia, da lui diretto. Invece che dirigere due film horror in contemporanea, Whale convinse Laemmle ad acquistare i diritti del romanzo The Hangover Murders. Laemmle accettò solo a condizione che Whale gli promettesse che dopo avrebbe diretto La figlia di Dracula. Il 14 settembre 1935 Whale completò la lavorazione del film tratto dal romanzo in questione, intitolato Una notte d'oblio per la distribuzione. Le riprese di Al di là delle tenebre terminarono il 29 ottobre. Con la Dunne finalmente disponibile, Whale cominciò la lavorazione di La canzone di Magnolia. Allora Laemmle lo sostituì con A. Edward Sutherland, meglio conosciuto per i suoi film comici. Sutherland era poco interessato a La figlia di Dracula (come Whale del resto) e poco tempo dopo lasciò lo studio, venendo infine rimpiazzato alla regia da Lambert Hillyer.

### Cast
La figlia di Dracula fu il primo ruolo da protagonista per Gloria Holden, tuttavia l'attrice notoriamente odiava la parte assegnatale. Come molti suoi colleghi, la Holden teneva in bassa considerazione i film horror. Inoltre, avendo visto come Bela Lugosi fosse rimasto "imprigionato" nel ruolo di Dracula per anni, temeva di fare la stessa fine, non trovando più altri ruoli nel cinema se non quello di vampira. Il critico cinematografico Mark Clark pensa che, ironicamente, possa essere stato proprio il "disgusto" provato dall'attrice per il ruolo a far alzare il livello della sua interpretazione: «Il suo disdegno per la parte si tradusse in una sorta di auto-disprezzo che si adatta perfettamente al suo personaggio problematico».
Inizialmente Lugosi e Jane Wyatt avrebbero dovuto partecipare al film. La Universal aveva anche annunciato che Boris Karloff e Colin Clive, entrambi attori di Frankenstein e La moglie di Frankenstein, avrebbero fatto un'apparizione speciale, e che Cesar Romero avrebbe interpretato il Dr. Garth. Secondo The Hollywood Reporter, la Universal prese in considerazione Herbert Marshall per il ruolo di Sandor, prima di scritturare Pichel. Nessuno di loro apparve nel film finito, tranne Lugosi come busto di cera nella bara di Dracula. Alcune fonti diffusero la notizia che Lugosi era stato pagato oltre 4 000 dollari per il suo coinvolgimento, ma l'unica testimonianza rimasta di qualsiasi trattativa finanziaria è una lettera nella quale Lugosi acconsente all'utilizzo della sua immagine per il busto di cera senza richiedere alcun compenso.

### Riprese
Le riprese di La figlia di Dracula cominciarono il 4 febbraio 1936, prima ancora che il copione definitivo fosse pronto, a causa dei problemi con la censura e del ritardo accumulatosi nella contrattazione per i diritti del racconto di Stoker tra Universal e MGM. Il copione fu terminato quando erano già state effettuate tre settimane di riprese. Il film venne terminato il 10 marzo 1936. Nonostante le raccomandazioni dello studio, la produzione sforò di 50 000 dollari il budget iniziale, con un costo finale di 278 380 dollari.
La figlia di Dracula fu l'ultimo film del primo ciclo di horror della Universal.

## Distribuzione e accoglienza

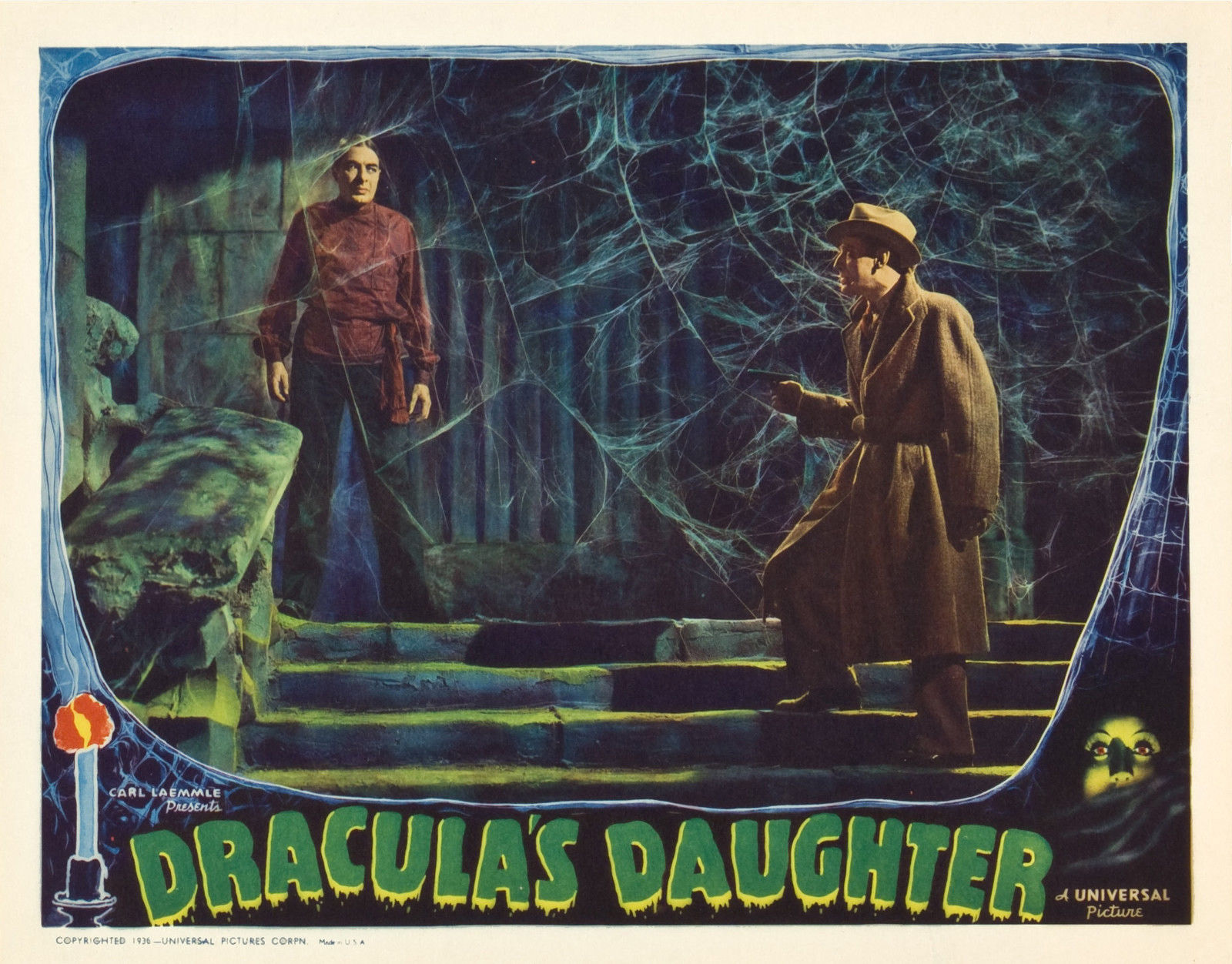
Locandina del film colorata artificialmente

Distribuito dalla Universal Pictures, il film uscì nelle sale cinematografiche statunitensi l'11 maggio 1936.
Il The New York Times diede una recensione favorevole della pellicola, elogiando l'interpretazione di Gloria Holden e concludendo che il film era sia "piuttosto terrificante" sia "un grazioso piccolo film horror". La rivista Variety lodò la produzione e la performance della Holden in particolare. Nonostante le buone recensioni, La figlia di Dracula non riuscì a ripetere il successo del film originale.
Successive recensioni del film furono leggermente più discordanti. Entertainment Weekly, recensendo il film per l'uscita in formato home video, lo definì "uno dei più soddisfacenti film sui vampiri mai girato". Proseguì descrivendo la regia di Hillyer "lussureggiante, evocativa e soffusa con il giusto chiaroscuro gotico", e notando quanto "Gloria Holden, come riluttante protagonista vampira, sia una figura molto erotica", concluse la recensione dichiarando che il film è superiore al Dracula originale con Lugosi.
Ryan Cracknell della Apollo Movie Guide, da un lato elogia la performance della Holden, ma dall'altro trova che la pellicola "non sia invecchiata bene" con il passare degli anni, risultando oggi piuttosto datata rispetto ad altri classici del ciclo dei mostri della Universal. Michael W. Phillips Jr. definì il film "un netto miglioramento rispetto al film originale [ma] ancora un po' noioso, affidandosi troppo alla commedia forzata e non abbastanza alla suspense o allo spavento". Elogiò la prova d'attrice della Holden e l'interpretazione da parte di Pichel del personaggio di Sandor, ma trovò mediocre il resto del cast.
La scrittrice Anne Rice citò La figlia di Dracula come fonte diretta dell'ispirazione per i suoi romanzi omoerotici vampireschi. Ramsey Campbell, con lo pseudonimo "Carl Dreadstone", scrisse una riduzione letteraria del film nel 1977.

## Censura
La prima bozza di sceneggiatura per il film della Universal venne stesa da R. C. Sherriff. Essa iniziava con tre scene ambientate nel XIV secolo ed era incentrata sulla leggenda di Dracula. Poi passava al tempo presente, focalizzandosi su una coppia di uomini che visitavano la Transilvania. I due esploravano le rovine del castello di Dracula. In seguito, uno viene ritrovato pazzo, e l'altro è dato per disperso. Il Professor Van Helsing viene chiamato in loco e si mette sulle tracce dell'uomo scomparso che ritrova a Londra, dove è tenuto prigioniero dalla figlia di Dracula, la contessa Szelinski [sic]. Quando lei cerca di fuggire in Oriente via nave, Van Helsing si imbarca sulla stessa nave. Durante una violenta tempesta, egli distrugge la figlia di Dracula e, avendo spezzato il suo dominio sugli uomini, la storia si concludeva con un doppio matrimonio. Questa versione venne sottoposta al vaglio della British Board of Film Censors il 28 agosto 1935, che la rifiutò, adducendo come motivazione: «...La figlia di Dracula richiederebbe una mezza dozzina di vocaboli ... per descrivere adeguatamente la sua bestialità». Il 10 settembre, Sherriff incontrò i rappresentanti della BBFC e sottopose loro una versione riveduta del copione due giorni dopo. Questa versione fu approvata.
Il 5 settembre 1935 la Universal sottopose la seconda versione della sceneggiatura alla censura statunitense, e incontrò forte resistenza da parte di Joseph Breen. Breen rimandò indietro il copione scrivendo che "conteneva materiale offensivo oltre ogni limite". Un nuovo tentativo venne fatto il 21 ottobre, ma senza successo. Questa volta le obiezioni di Breen erano incentrate sulle scene ambientate nel XIV secolo dove compariva Dracula. Un'ennesima revisione da parte di Sheriff fu sottoposta ad esame il 24 ottobre e poi ancora il 10 novembre. In entrambe le occasioni, la censura non approvò la sceneggiatura. Il 14 gennaio 1936, il produttore E. M. Asher avvisò Breen che il copione di Sherriff non sarebbe stato utilizzato per il film e che una nuova sceneggiatura era in fase di scrittura. Il lavoro venne affidato a Garrett Fort.

### Riferimenti al lesbismo

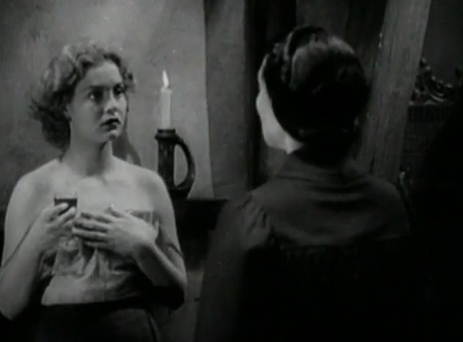
La Contessa Zaleska seduce Lili.

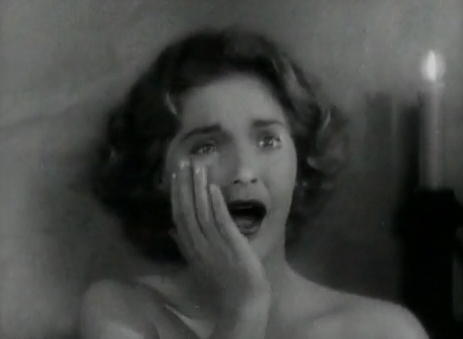
Nan Grey, Lili

Il tema della vampira lesbica era stato molto di moda nella letteratura a partire dal racconto Carmilla di Joseph Sheridan Le Fanu del 1872. La figlia di Dracula segnò la prima volta nella quale questa tematica venne trasposta al cinema, seppur in maniera più velata. I riferimenti al lesbismo presenti in La figlia di Dracula sono ovvi fin dall'inizio e furono materia di grande preoccupazione per la censura dell'epoca. Joseph Breen, censore capo della commissione Hays, si scagliò con particolare attenzione contro una scena che vedeva coinvolte la Contessa e la sua modella, Lili, scrivendo: "Ciò richiederà una gestione molto attenta per evitare ogni aspetto discutibile." Il giorno prima che la scena venisse girata, Harry Zehner della Universal chiese a Breen di leggere la trascrittura della scena in questione. In risposta, Breen scrisse:
Lo storico di film LGBT Vito Russo ha fatto notare nel suo libro Lo schermo velato che la Universal evidenziò l'attrazione della Contessa Zaleska per le donne in alcune pubblicità del film, usando la tag line "Save the women of London from Dracula's Daughter!" ("Salvate le donne di Londra dalla figlia di Dracula!"). Inoltre, citò la Contessa Zaleska come esempio di una rappresentazione dell'"omosessualità come malattia predatoria". Alcuni recensori hanno criticato e condannato il contenuto lesbico del film, incluso il New York World-Telegram che notò la tendenza della Contessa a gironzolare intorno a giovani ragazze carine". Altri recensori invece, non colsero questo aspetto, incluso il The New York Times che addirittura scrisse "assicuratevi di portare i bambini al cinema". Entertainment Weekly descrisse l'incontro tra la Contessa e Lili "così morboso da far pensare come sia possibile che la censura degli anni trenta l'abbia fatto passare", mentre Time Out London scorse nel film solo qualche lieve riferimento al lesbismo.
Un'altra scena accusata di lesbismo, che però ebbe molto meno risalto da parte della critica, è quella dove la Contessa tiene prigioniera Janet. Descritto come "il bacio più lungo mai girato", nella scena Marya Zaleska incombe amorevolmente su Janet ... scendendo lentamente su di lei per baciarla mentre la ragazza è sdraiata prima di essere interrotta dall'arrivo del dottor Garth.